# Condado de Gestalgar
El condado de Gestalgar es un título nobiliario creado por el rey Felipe IV el 20 de febrero de 1628, y concedido al noble valenciano don Baltasar de Montpalau y Ferrer (1578? - 1638) titular del señorío territorial y jurisdiccional de Gestalgar, que se convertía en "condado", mientras que el caballero agraciado lograba la dignidad de conde.

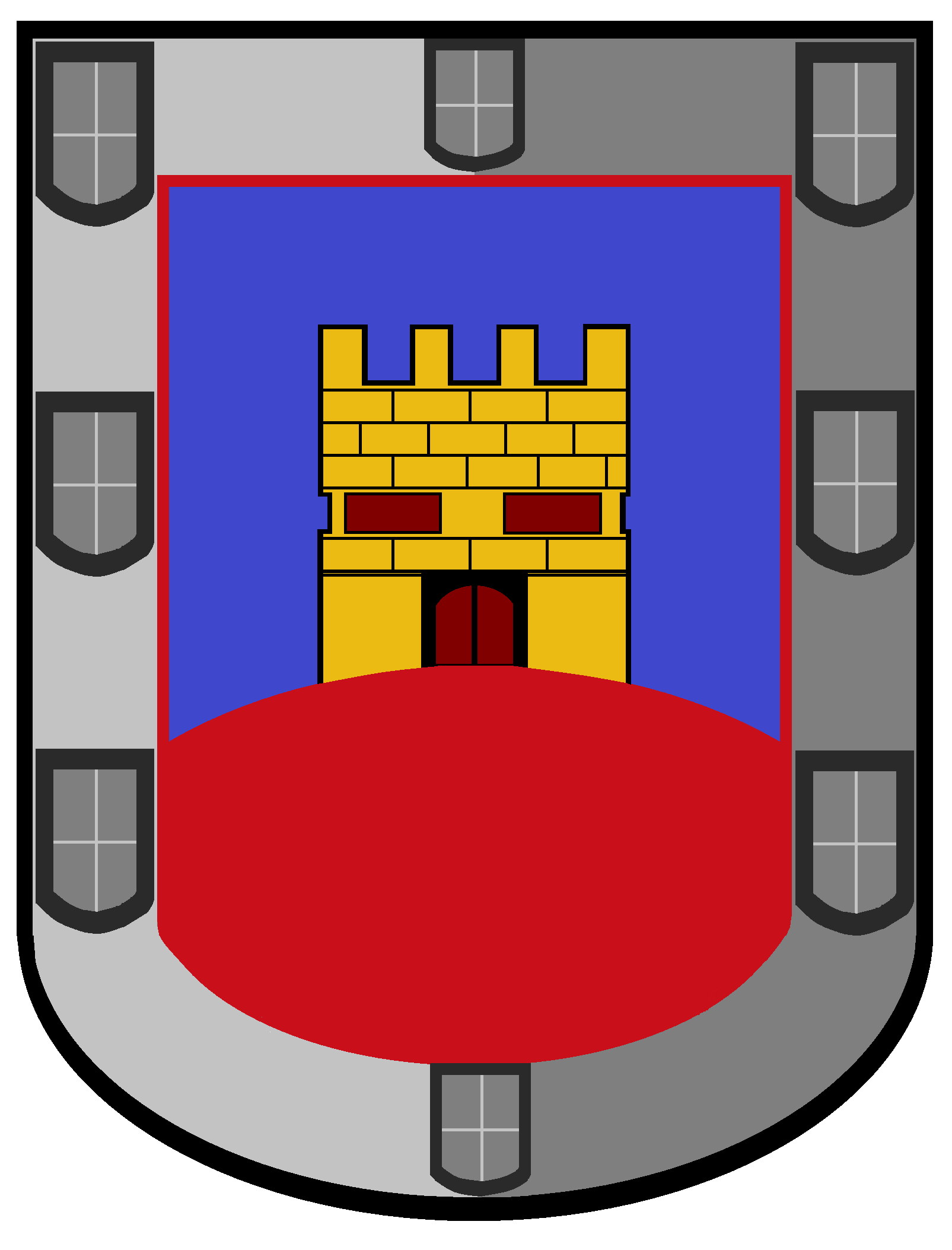
Escudo de armas de los condes de Gestalgar

## Orígenes
El señorío de Gestalgar había surgido en 1237, cuando Jaime I de Aragón  hizo donación del mismo al caballero Rodrigo Ortiç. El territorio señorial incluía la antigua alquería islámica del mismo nombre y el núcleo menor de la Andenia, emplazados junto al río Turia. Poco después, revirtió a la Corona, hasta que en 1296 pasó a Bernardo Guillermo de Entenza. Posteriormente su titularidad perteneció a diferentes casas nobiliarias antes que a los Montpalau.

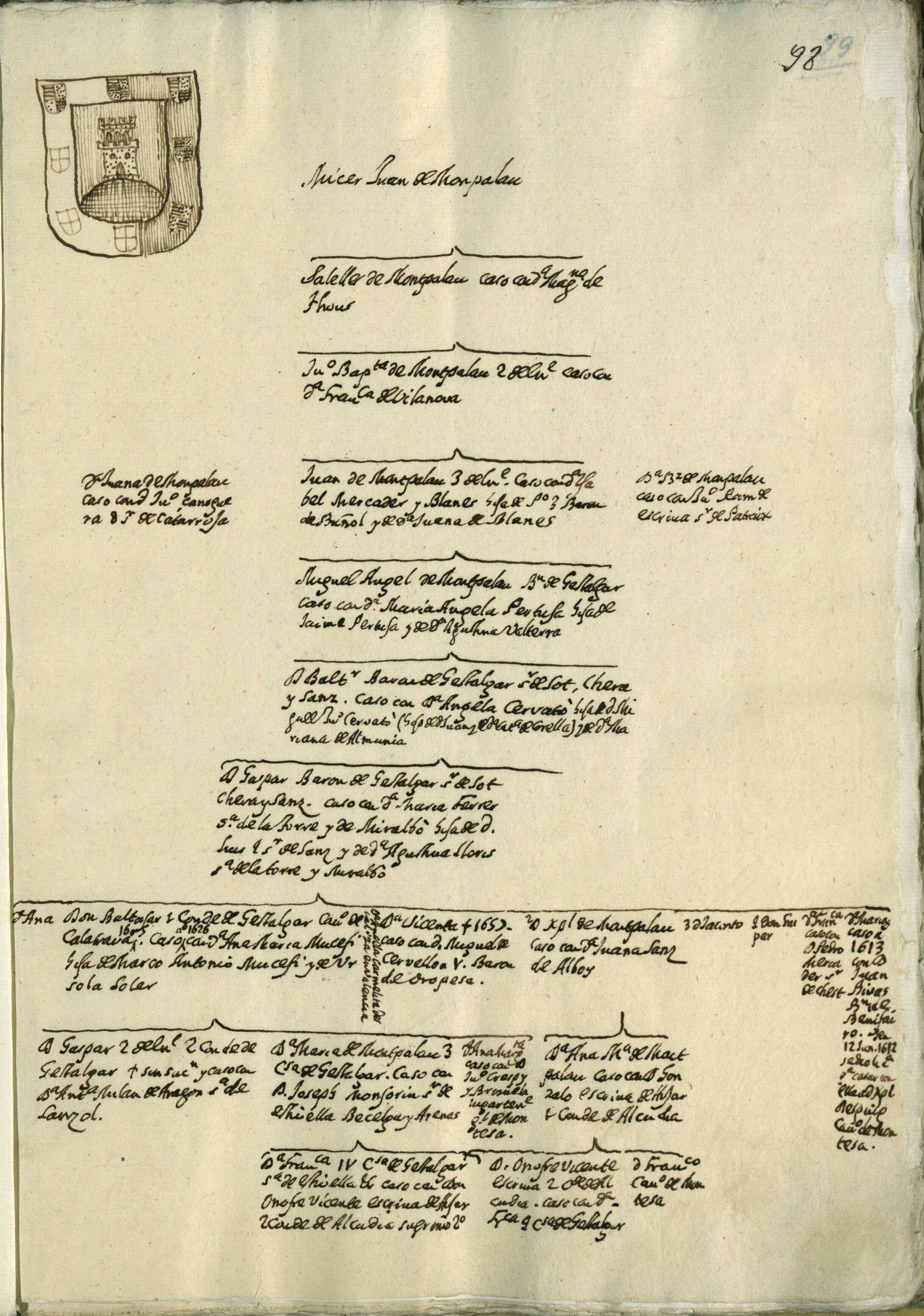
Manuscrito del con la genealogía de los condes de Gestalgar

## Ascendencia
El año 1484, don Salelles de Montpalau, antepasado directo de don Baltasar por línea paterna, adquiría en subasta pública el castillo y lugar de Gestalgar, con jurisdicción civil y criminal. Su linaje se sucedió de manera ininterrumpida en el señorío hasta el año 1666. Don Salelles casó con Magdalena de Thous, y su línea de sucesión es la siguiente: 
- Joan Baptista de Montpalau y de Thous, quien casó con Francesca Vilanova.
- Joan de Montpalau y Vilanova, tatarabuelo del I conde de Gestalgar. Casó con Isabel Mercader y Blanes.
- Miquel Àngel de Montpalau y Mercader, bisabuelo del I conde. Aumentó su patrimonio adquiriendo la baronía de Sot de Chera donde estableció una reducida comunidad de cristianos viejos (1540). Recibía tratamiento de barón.
- Baltasar de Montpalau y Pertusa, abuelo del I conde. Casó con Àngela Cervató en 1552.
- Gaspar de Montpalau y Cervató, muerto en 1606, padre del I conde. Adquirió la señoría de la Torre de Lloris con el lugar de Sanç por su matrimonio con doña Maria Ferrer (1577).[3]

## Sucesores
| Condes de Gestalgar (creación por Felipe IV en 1628) | Condes de Gestalgar (creación por Felipe IV en 1628) | Condes de Gestalgar (creación por Felipe IV en 1628) |
| ---------------------------------------------------- | ---------------------------------------------------- | ---------------------------------------------------- |
| I                                                    | Baltasar de Montpalau y Ferrer                       | 1628 - 1638                                          |
| II                                                   | Gaspar de Montpalau y Mussefi                        | 1638 - 1664                                          |
| III                                                  | María de Montpalau                                   | 1664 - 1666                                          |
| IV                                                   | Francisca Felipa de Montsoriu                        | 1666 - 1709                                          |
| V                                                    | Baltasar Escrivá de Híjar                            | 1709 - 1738                                          |
| VI                                                   | Joaquín de Castellví                                 | 1738 - 1760                                          |
| VII                                                  | Joaquín Antonio de Castellví                         | 1760 - 1800                                          |
| VIII                                                 | Josefa Dominga Catalá de Valeriola                   | 1800 - 1814                                          |
| IX                                                   | José Antonio Frígola                                 | 1814 - 1818                                          |
| X                                                    | Antonio de Saavedra y Jofré                          | 1818 - 1842                                          |
| XI                                                   | Antonio de Saavedra y Frígola                        | 1842 - 1871                                          |
| XII                                                  | Antonio de Saavedra y Rodríguez-Guerra               | ?                                                    |
| XIII                                                 | Antonio de Padua Saavedra y Fontes                   | 1924 - 1936                                          |
| XIV                                                  | Antonio Manuel de Saavedra y Llanza                  | hasta 2005                                           |
| XV                                                   | María Asunción de Saavedra y Bes                     | desde 2005                                           |